# Stefan Simič
Stefan Simič (in croato Stefan Simić; Praga, 20 gennaio 1995) è un calciatore ceco di origine croata, difensore dell'Omonia.

## Caratteristiche tecniche
Difensore centrale, può giocare anche da terzino destro e da mediano. È forte fisicamente oltre che abile nel gioco aereo.

## Carriera

### Club

#### Gli inizi ed i vari prestiti
Il Genoa lo preleva nel gennaio 2012 dallo Slavia Praga. In seguito passa alle giovanili del Milan legandosi al club sino al 30 giugno 2020, va in prestito prima a Varese poi in Belgio al Mouscron. Al termine della stagione 2016-2017 ritorna al Milan. Il 31 agosto, ultimo giorno di calciomercato, viene ceduto in prestito con diritto di riscatto e controriscatto al Crotone. Terminato il prestito, rientra al Milan. Esordisce con la maglia rossonera il 29 novembre 2018 in occasione della gara casalinga di Europa League contro il F91 Dudelange, vinta 5-2 dal Milan, propiziando l'autorete del momentaneo 4-2. Il 24 gennaio 2019 passa in prestito secco al Frosinone, dove però non scende mai in campo.

#### Hajduk Spalato
Il 1º luglio 2019 viene acquistato a titolo definitivo dall'Hajduk Spalato con il quale firma un contratto valido fino al 30 giugno 2023. Otto giorni dopo fa il suo debutto con i Bili, subentra al posto di Oleksandr Svatok nell'andata del secondo turno di qualificazione di Europa League vinto 0:2 contro il Gżira Utd. Il 21 luglio seguente fa il suo debutto in 1.HNL trovando anche il suo primo gol con la squadra spalatina, mette a referto la rete del momentaneo 1-0 del match casalingo di campionato vinto contro l'Istria 1961 (2-0). Il 30 ottobre fa il suo debutto in Coppa di Croazia disputando l'ottavo di finale perso 2-1 contro il HNK Gorica.
Nel giugno del 2023, Simič lascia ufficialmente il club croato dopo quattro anni e due Coppe di Croazia vinte, al termine naturale del suo contratto.

#### Eibar
Il 12 settembre 2023 si accasa tra le file dell'Eibar firmando un contratto annuale con opzione di rinnovo ad un altro anno. Fa il suo debutto con i Los armeros il 31 ottobre seguente, disputa da titolare il match di Coppa del Re vinto contro il Lorca Deportiva (0-4). Il 30 giugno 2024, dopo aver raccolto quattro presenze ufficiali in stagione, conclude la sua avventura con l'Eibar al decorso naturale del contratto.

#### Karmiōtissa
Il 26 luglio 2024 si accasa da svincolato tra le file del Karmiōtissa militante in A' Katīgoria.

### Nazionale
Il 6 novembre 2017 viene inserito da Karel Jarolím nella lista dei convocati della Rep. Ceca per un torneo amichevole in Qatar. Debutta cinque giorni dopo partendo da titolare proprio nella vittoria per 1-0 contro il Qatar.

## Statistiche

### Presenze e reti nei club
Statistiche aggiornate al 21 febbraio 2024.
| Stagione              | Squadra               | Campionato            | Campionato | Campionato | Coppe nazionali | Coppe nazionali | Coppe nazionali | Coppe continentali | Coppe continentali | Coppe continentali | Altre coppe | Altre coppe | Altre coppe | Totale | Totale |
| Stagione              | Squadra               | Comp                  | Pres       | Reti       | Comp            | Pres            | Reti            | Comp               | Pres               | Reti               | Comp        | Pres        | Reti        | Pres   | Reti   |
| --------------------- | --------------------- | --------------------- | ---------- | ---------- | --------------- | --------------- | --------------- | ------------------ | ------------------ | ------------------ | ----------- | ----------- | ----------- | ------ | ------ |
| 2014-2015             | Varese                | B                     | 17         | 0          | CI              | 3               | 0               | -                  | -                  | -                  | -           | -           | -           | 20     | 0      |
| 2015-2016             | Milan                 | A                     | 0          | 0          | CI              | 0               | 0               | -                  | -                  | -                  | -           | -           | -           | 0      | 0      |
| 2016-2017             | Mouscron              | D1                    | 24+6       | 1+0        | CB              | 2               | 1               | -                  | -                  | -                  | -           | -           | -           | 32     | 2      |
| 2017-2018             | Crotone               | A                     | 9          | 0          | CI              | 1               | 0               | -                  | -                  | -                  | -           | -           | -           | 10     | 0      |
| 2018-gen. 2019        | Milan                 | A                     | 0          | 0          | CI              | 0               | 0               | UEL                | 1                  | 0                  | SI          | -           | -           | 1      | 0      |
| Totale Milan          | Totale Milan          | Totale Milan          | 0          | 0          |                 | 0               | 0               |                    | 1                  | 0                  |             | -           | -           | 1      | 0      |
| gen.-giu. 2019        | Frosinone             | A                     | 0          | 0          | CI              | 0               | 0               | -                  | -                  | -                  | -           | -           | -           | 0      | 0      |
| 2019-2020             | Hajduk Spalato        | 1.HNL                 | 16         | 1          | CC              | 1               | 0               | UEL                | 1                  | 0                  | -           | -           | -           | 18     | 1      |
| 2020-2021             | Hajduk Spalato        | 1.HNL                 | 24         | 1          | CC              | 3               | 0               | UEL                | 0                  | 0                  | -           | -           | -           | 27     | 1      |
| 2021-2022             | Hajduk Spalato        | 1.HNL                 | 22         | 1          | CC              | 2               | 0               | UECL               | 2                  | 0                  | -           | -           | -           | 26     | 1      |
| 2022-2023             | Hajduk Spalato        | HNL                   | 10         | 0          | CC              | 2               | 0               | UECL               | 3                  | 0                  | -           | -           | -           | 15     | 0      |
| Totale Hajduk Spalato | Totale Hajduk Spalato | Totale Hajduk Spalato | 72         | 3          |                 | 8               | 0               |                    | 6                  | 0                  |             | -           | -           | 86     | 3      |
| 2023-2024             | Eibar                 | SD                    | 1          | 0          | CR              | 3               | 0               | -                  | -                  | -                  | -           | -           | -           | 4      | 0      |
| Totale carriera       | Totale carriera       | Totale carriera       | 129        | 4          |                 | 17              | 1               |                    | 7                  | 0                  |             | -           | -           | 153    | 5      |

### Cronologia presenze e reti in nazionale
| Cronologia completa delle presenze e delle reti in nazionale ― Rep. Ceca | Cronologia completa delle presenze e delle reti in nazionale ― Rep. Ceca | Cronologia completa delle presenze e delle reti in nazionale ― Rep. Ceca | Cronologia completa delle presenze e delle reti in nazionale ― Rep. Ceca | Cronologia completa delle presenze e delle reti in nazionale ― Rep. Ceca | Cronologia completa delle presenze e delle reti in nazionale ― Rep. Ceca | Cronologia completa delle presenze e delle reti in nazionale ― Rep. Ceca | Cronologia completa delle presenze e delle reti in nazionale ― Rep. Ceca |
| Data                                                                     | Città                                                                    | In casa                                                                  | Risultato                                                                | Ospiti                                                                   | Competizione                                                             | Reti                                                                     | Note                                                                     |
| ------------------------------------------------------------------------ | ------------------------------------------------------------------------ | ------------------------------------------------------------------------ | ------------------------------------------------------------------------ | ------------------------------------------------------------------------ | ------------------------------------------------------------------------ | ------------------------------------------------------------------------ | ------------------------------------------------------------------------ |
| 11-11-2017                                                               | Doha                                                                     | Qatar                                                                    | 0 – 1                                                                    | Rep. Ceca                                                                | Amichevole                                                               | -                                                                        |                                                                          |
| 14-10-2019                                                               | Praga                                                                    | Rep. Ceca                                                                | 2 – 3                                                                    | Irlanda del Nord                                                         | Amichevole                                                               | -                                                                        | 46’                                                                      |
| Totale                                                                   |                                                                          | Presenze                                                                 | 2                                                                        |                                                                          | Reti                                                                     | 0                                                                        |                                                                          |

| Cronologia completa delle presenze e delle reti in nazionale ― Rep. Ceca under 21 | Cronologia completa delle presenze e delle reti in nazionale ― Rep. Ceca under 21 | Cronologia completa delle presenze e delle reti in nazionale ― Rep. Ceca under 21 | Cronologia completa delle presenze e delle reti in nazionale ― Rep. Ceca under 21 | Cronologia completa delle presenze e delle reti in nazionale ― Rep. Ceca under 21 | Cronologia completa delle presenze e delle reti in nazionale ― Rep. Ceca under 21 | Cronologia completa delle presenze e delle reti in nazionale ― Rep. Ceca under 21 | Cronologia completa delle presenze e delle reti in nazionale ― Rep. Ceca under 21 |
| Data                                                                              | Città                                                                             | In casa                                                                           | Risultato                                                                         | Ospiti                                                                            | Competizione                                                                      | Reti                                                                              | Note                                                                              |
| --------------------------------------------------------------------------------- | --------------------------------------------------------------------------------- | --------------------------------------------------------------------------------- | --------------------------------------------------------------------------------- | --------------------------------------------------------------------------------- | --------------------------------------------------------------------------------- | --------------------------------------------------------------------------------- | --------------------------------------------------------------------------------- |
| 23-5-2016                                                                         | Mittersill                                                                        | Rep. Ceca under 21                                                                | 1 – 1                                                                             | Albania under 21                                                                  | Amichevole                                                                        | -                                                                                 |                                                                                   |
| 6-9-2016                                                                          | Lovanio                                                                           | Belgio under 21                                                                   | 2 – 1                                                                             | Rep. Ceca under 21                                                                | Qual. Europeo Under-21 2017                                                       | -                                                                                 |                                                                                   |
| 7-10-2016                                                                         | Znojmo                                                                            | Rep. Ceca under 21                                                                | 4 – 1                                                                             | Moldavia under 21                                                                 | Qual. Europeo Under-21 2017                                                       | -                                                                                 |                                                                                   |
| 23-5-2016                                                                         | Setúbal                                                                           | Portogallo under 21                                                               | 3 – 1                                                                             | Rep. Ceca under 21                                                                | Amichevole                                                                        | -                                                                                 | 46’                                                                               |
| 24-3-2017                                                                         | Karviná                                                                           | Rep. Ceca under 21                                                                | 4 – 1                                                                             | Slovacchia under 21                                                               | Amichevole                                                                        | -                                                                                 |                                                                                   |
| 8-6-2017                                                                          | Zell am See                                                                       | Rep. Ceca under 21                                                                | 2 – 1                                                                             | Azerbaigian under 21                                                              | Amichevole                                                                        | -                                                                                 |                                                                                   |
| 18-6-2017                                                                         | Tychy                                                                             | Rep. Ceca under 21                                                                | 0 – 2                                                                             | Germania under 21                                                                 | Europeo Under-21 2017 - 1º turno                                                  | -                                                                                 |                                                                                   |
| 21-6-2017                                                                         | Tychy                                                                             | Rep. Ceca under 21                                                                | 3 – 1                                                                             | Italia under 21                                                                   | Europeo Under-21 2017 - 1º turno                                                  | -                                                                                 |                                                                                   |
| 24-6-2017                                                                         | Tychy                                                                             | Rep. Ceca under 21                                                                | 2 – 4                                                                             | Danimarca under 21                                                                | Europeo Under-21 2017 - 1º turno                                                  | -                                                                                 | 82’                                                                               |
| Totale                                                                            |                                                                                   | Presenze                                                                          | 9                                                                                 |                                                                                   | Reti                                                                              | 0                                                                                 |                                                                                   |

## Palmarès

### Club

#### Competizioni giovanili
- Torneo di Viareggio: 1

Milan: 2014

#### Competizioni nazionali
- Coppa di Croazia: 2

Hajduk Spalato: 2021-2022, 2022-2023